# Xanthorhoe cineraria
Xanthorhoe cineraria là một loài bướm đêm trong họ Geometridae.